# 田治米鏡二
田治米 鏡二（たじめ きょうじ、1919年6月24日 - 2018年12月5日）は、日本の物理学者・地震学者。北海道大学名誉教授。専門は応用地球物理学・弾性波動論。

## 経歴
- 1937年3月 - 神奈川県立横浜第二中学校卒
- 1943年9月 - 第二高等学校卒
- 1946年9月 - 東京大学理学部地球物理学科卒業
- 1951年10月 - 秋田大学鉱山学部助教授
- 1956年3月 - 北海道大学理学部助教授
- 1958年12月 - 理学博士
- 1959年4月 - 北海道大学理学部地球物理学科教授
- 1972年6月 - 北海道大学教養部長（1973年2月まで）
- 1977年9月 - 北海道大学理学部長（1981年8月まで）
- 1979年 - 物理探鉱技術協会（現 物理探査学会）会長
- 1981年4月 - 日本学術会議第12期会員
- 1983年3月 - 北海道大学定年退官、北海道大学名誉教授
- 1983年4月 - 道都短期大学建設科教授
- 1985年4月 - 道都短期大学長（1986年3月まで）[2]
- 1991年 - 道都短期大学退職
- 1992年11月 - 勲二等瑞宝章受章[3]

## 著書
- 『土木技術者のための弾性波による地盤調査法』槇書店、1977年、ASIN B000J8WP9W
- 『超関数理論の概観と波動論への応用』自然災害科学北海道地区資料センター、1984年、ASIN B000J6RPGC
- 『弾性波動論の基本』槇書店、1994年、ISBN 978-4837506263